# 三重交通志摩営業所
三重交通志摩営業所（みえこうつうしまえいぎょうしょ）は、三重県志摩市にある三重交通の営業所。磯部バスセンターを併設している。伊勢市・鳥羽市・志摩市と度会郡南伊勢町を管内に持つ。

## 沿革
- 1993（平成5）年5月：改装工事に着手
- 1994（平成6）年3月30日：竣工式を挙行

## 営業所
- 所在地： 〒517-0214 三重県志摩市磯部町迫間247
- 保有車両数：乗合57台
- 所管のバスセンター
  - 磯部バスセンター（志摩市磯部町迫間、当営業所に併設）
  - 五ヶ所バスセンター（南伊勢町五ヶ所浦968）

## 現行路線

### 高速バス

#### 高速鳥羽東京大宮線[1][2]
- 鳥羽1、2便：大宮営業所 - 大宮駅西口 - 池袋駅東口 - バスタ新宿 - 立川駅北口 - 桑名駅前 - 近鉄四日市 - 白子駅西口 - 津駅前 - 松阪駅前 - 伊勢市駅前 - 鳥羽バスセンター - 磯部バスセンター
- 鳥羽3、4便：大宮営業所 - 大宮駅西口 - 池袋駅東口 - 羽田エアポートガーデン - YCAT(横浜駅東口) - 桑名駅前 - 近鉄四日市 - 白子駅西口 - 津駅前 - 松阪駅前 - 伊勢市駅前 - 鳥羽バスセンター
  - 三重交通、三交伊勢志摩交通、西武観光バスによる共同運行。
  - 2号車以降の続行便ではバスタ新宿での乗降は不可。
  - 鳥羽1便は終点の磯部バスセンターおいて賢島スペイン線と接続[3] し、志摩スペイン村へのアクセスを確保している。

### 一般路線
※御座線と宿浦線は、地域間幹線系統として、国・三重県・自治体の補助を受けて運行する。

#### 御座線
- 60系統： 伊勢赤十字病院 - 伊勢市駅前 - 宇治山田駅前 - 磯部バスセンター - （志摩病院） - 鵜方駅前 - 大王口（畔名丸岡） - 波切 - 和具 - 御座港
- 60系統： 磯部バスセンター - 鵜方駅前 - 畔名丸岡 - 波切 - 水産高校前
- 62系統： 伊勢赤十字病院 - 伊勢市駅前 - 宇治山田駅前 - 山商口 - 磯部バスセンター - 鵜方駅前 - 畔名丸岡 - 波切 - 和具 - 御座港

一部の便は志摩病院も経由。伊勢赤十字病院 - 伊勢市駅前間は休日運休。磯部バスセンター発着便あり。62系統は1日1往復のみ。
営業キロ55.1km、利用者数1,257人/日。
以前は、うらじろ・立神経由の便もあった。

#### 宿浦線
- 70系統： 伊勢赤十字病院 - 伊勢市駅前 - 宇治山田駅前 - 磯部バスセンター - （志摩病院） - 鵜方駅前 - 浜島 - 宿浦

一部の便は志摩病院も経由。伊勢赤十字病院 - 伊勢市駅前間は休日運休。磯部バスセンター発着便あり。営業キロ46.3km、利用者数480人/日。
以前は、山商口経由の便もあった。

#### 伊勢五ヶ所線
- 80系統： 宇治山田駅前 - 伊勢市駅前 - 佐八 - 横輪口 - 五ヶ所 - 神津佐
- 80系統： 磯部バスセンター - 山原 - 神津佐 - 五ヶ所 - 南勢野添（⇔南伊勢町方面）
  - 一部の便が五ヶ所止まりとなる。
  - 磯部バスセンター発の便の一部は、五ヶ所より南伊勢町営バスとして運行。営業キロ35.8km、利用者数283.2人/日[5]。
  - 以前は伊勢道路経由（伊勢市駅前 - 宇治山田駅前 - 浦田町 - 磯部バスセンター - 神津佐 - 五ヶ所 - 南勢野添 - 七軒屋・南勢迫間・相賀・礫浦）で運行していた。

#### 賢島スペイン線
- 58系統：磯部バスセンター - 鵜方駅前 -　志摩スペイン村
  - 2024年2月10日ダイヤ改正から新設。
  - 全日、磯部バスセンター8時52発の下りのみの運行。磯部バスセンター8時25分着の高速鳥羽東京大宮線、鳥羽1便と接続し、[3] 関東地方から志摩スペイン村へのアクセスを図る。
  - ※志摩スペイン村休園日は運休
  - かつて運行されていた磯部スペイン線の復活のようにも見えるが、磯部スペイン線とは異なり鵜方駅を経由し、志摩スペイン村へと向かう。
  - 路線概況
磯部バスセンター3番乗り場から発車したバスは三重県道61号を南下。穴川地区を経由し、土橋交差点からは国道167号に変わるがそのまま南下を続け横山登山口などを経由する。
その後、賢島口交差点を左折し、鵜方駅前5番乗り場に到着する。ここまでの経路は並走する宿浦線、御座線と同一であり、ここからは59系統と同一の経路で志摩スペイン村へと向かう。

- 59系統：賢島駅前（2.5往復のみ乗り入れ） - 鵜方駅前 - 志摩スペイン村
  - 平日ダイヤ、土曜・日祝・学休ダイヤの2ダイヤのみならず、志摩スペイン村の閉園時間に合わせたダイヤが組まれており、合計12ダイヤ存在する[6]。しかし積み残しの状況によっては、時刻表に記載のない臨時便が適宜運行される。
  - 志摩スペイン村休園日は全便運休。
  - 志摩スペイン村の最寄り駅が志摩磯部駅から鵜方駅に変更となった2007（平成19）年3月1日からは、賢島駅前まで乗り入れる便が9時から16時台の間1時間に1本運行されていた[7]。しかし現在では1日に2.5往復に減少した。
  - ※志摩スペイン村休園日は運休
  - 路線概況
賢島駅北側に位置する駅前ロータリーを発車したバスは左折し北上、志摩観光ホテルへと向かう。そして一度通った道を戻り、今度は駅南側に位置する賢島宝生苑へと向かう。
その後は三重県道17号を北上、賢島口交差点を右折し、鵜方駅前5番乗り場に到着する。この5番乗り場の前には「ようこそ志摩スペイン村へ」との文字と共に、志摩スペイン村のキャラクターであるドンキホーテとダルシネアの看板が出迎える。
多くの便はここ鵜方駅前停留場が始発であり、鵜方駅前ロータリーを発車したバスは左折し、国道167号を東へと向かう。この際賢島スペイン線は、経路上にある志摩市役所前バス停には止まらず通過する。その後安乗口交差点を右折し国道260号、パールロード鵜方入口交差点を右折し県道128号パールロードに入る。
そしてパールロードを北上、坂崎、ホテル志摩スペイン村の各停留場を経由し、終点の志摩スペイン村へと至る。

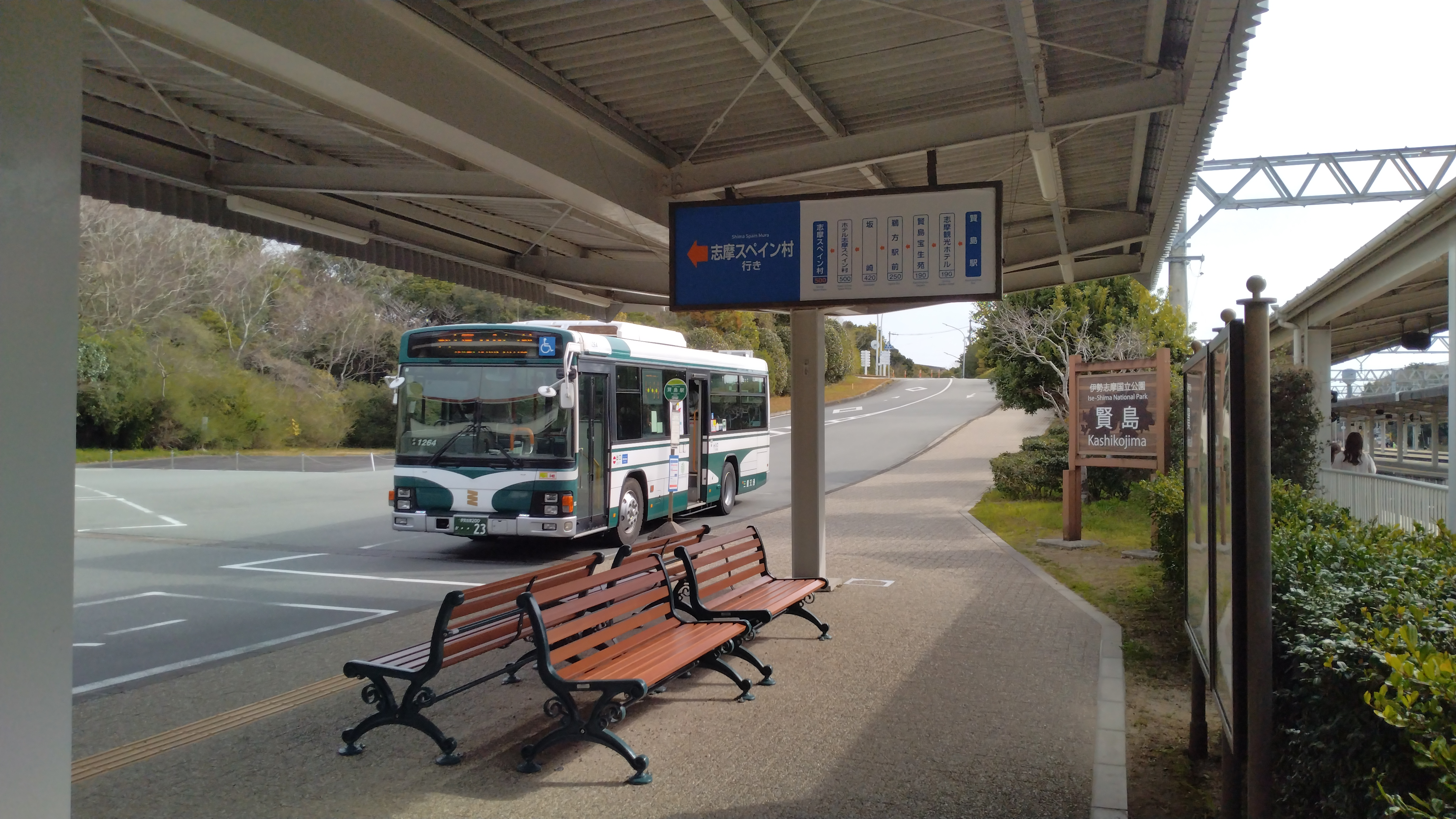
賢島駅前に停車中の志摩スペイン村行きバス
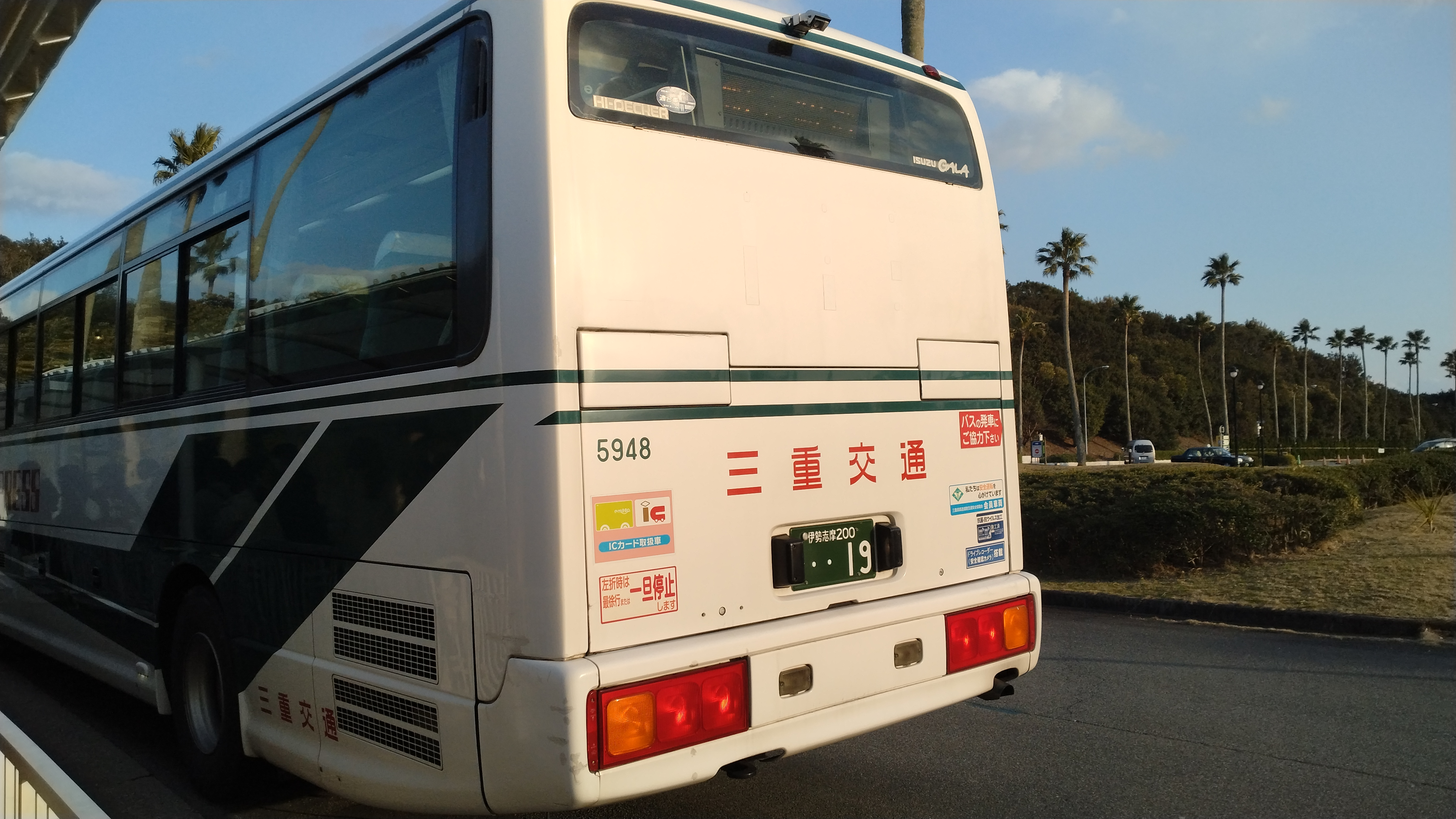
賢島スペイン線に充当される5948号車
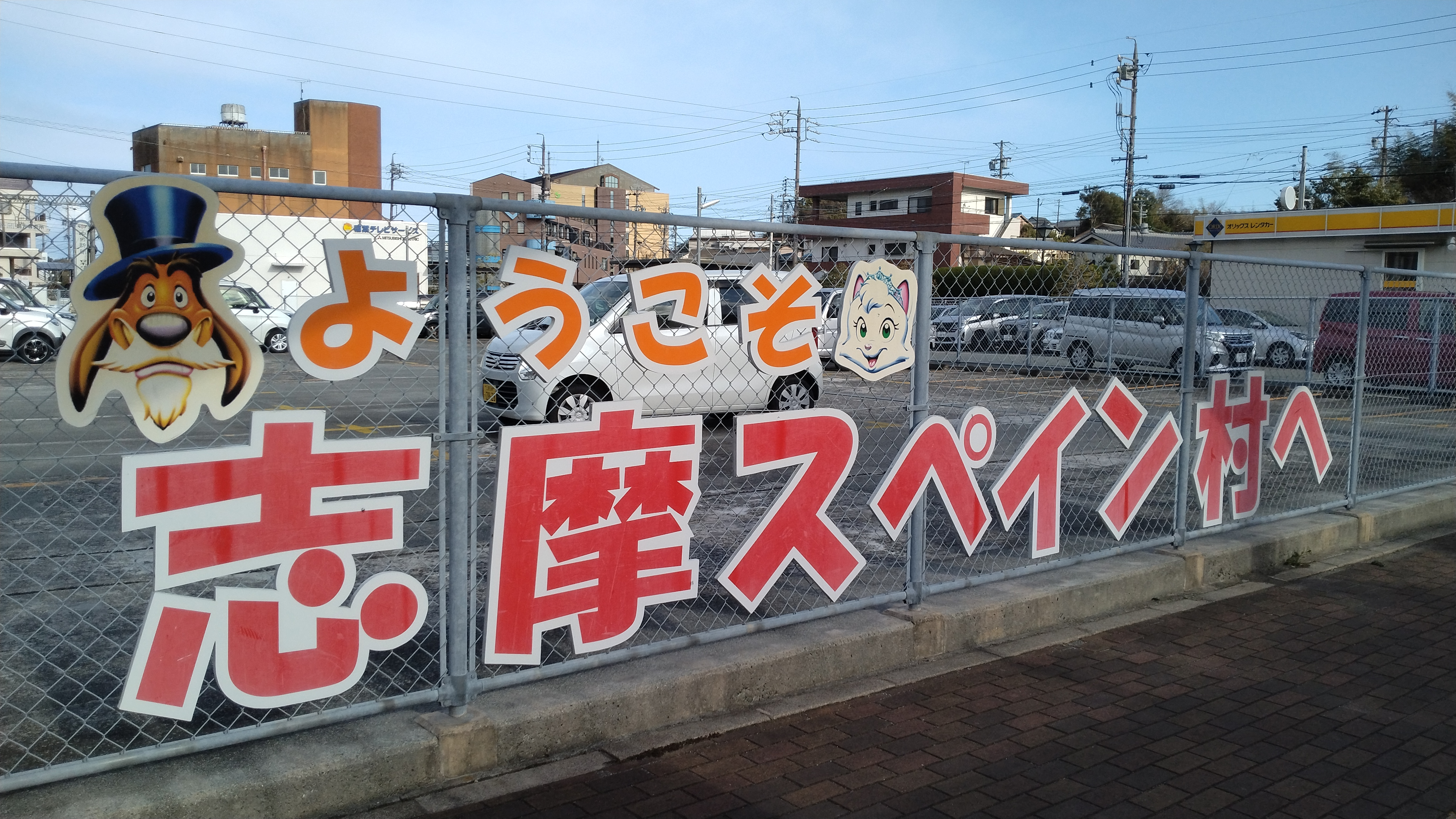
鵜方駅前にある「ようこそ志摩スペイン村へ」の看板

#### 安乗線
- 91系統： 志摩病院 - 鵜方駅前 - 国府 - （渡鹿野渡船場） - 安乗
- 91系統： 志摩病院 - 鵜方駅前 - 国府 - （渡鹿野渡船場） - 安乗 - 安乗崎灯台口
  - 一部の便は渡鹿野渡船場も経由。志摩病院 - 鵜方駅前間は休日運休。営業キロ11.9km、利用者数130人/日で、補助金なしで運行している[5]。

#### 志島循環線
- 92系統：[右回りルート]  (志摩病院 - 鵜方駅前 - イオン阿児店 - 志摩市役所 ※一部便) - 鵜方駅前 - 国府 - 志島 - 立神 - うらじろ - 鵜方駅前  - (イオン阿児店 - 志摩市役所 - 志摩病院 ※一部便)
- 92系統：[左回りルート]　(志摩病院 - 鵜方駅前 - イオン阿児店 - 志摩市役所 ※一部便) - 鵜方駅前 - うらじろ - 立神 - 志島 - 国府 - 鵜方駅前 - (イオン阿児店 - 志摩市役所 - 志摩病院 ※一部便) 
日祝日及び夏休み中の土曜日とお盆期間は志摩病院 - 鵜方駅前間運休。土曜・日祝日と年末年始期間は志摩市役所を通過。
  - この路線は廃止代替路線で、三重県から補助金、志摩市から委託料が支払われている[5][8]。営業キロ20.8km、利用者数59人/日[5]。
  - 2012年4月1日からイオン阿児店経由に経路変更。立神・国府まわりは系統番号を93から92に改正された。

#### ともやま公園線
夏期のみ運行
- 鵜方駅前 - 登茂山公園

### 受託路線
- 南伊勢町営バス（旧南勢町の路線を担当）

## 廃止・撤退路線

### 一般路線

#### 鳥羽賢島線
- XX系統：鳥羽バスセンター - 賢島駅前：1996年（平成8年）4月撤退

#### 的矢・鵜方・スペイン線
- 58系統：鵜方駅前 ← 志摩スペイン村 ← 伊勢志摩ロイヤルホテル前←的矢：2019年（平成31年）4月1日撤退
- 59系統：志摩スペイン村 - 伊勢志摩ロイヤルホテル前

#### 鵜方スペイン線
- 59系統：〔直行〕鵜方駅前 - 志摩スペイン村

#### 御座線
- 64系統：御座港→和具→波切→大王口→鵜方→磯部バスセンター→松尾→鳥羽
- 64系統：磯部バスセンター - 鵜方駅前 - 畔名口 - 船越 - 和具 - 越賀中学校前
  - ※大王口 - 波切 - 大王小坂間は経由しないショートカット便
- 65系統：志摩スペイン村←鵜方駅前←畔名丸岡←波切←和具←御座港（往路のみ運行）

#### 国道鳥羽線
- 67系統：志摩観光ホテル - 賢島 - 神明西口 - 鵜方 - 磯部バスセンター - 松尾- 鳥羽

#### パールロード特急線
- 71・72系統：鳥羽 - 中之郷桟橋 - 高丘町 - 本浦 - 石鏡 - 国崎口 - （磯部バスセンター） - 坂崎 - 鵜方 - （賢島） - （合歓の郷） - 黒崎ヶ浜・浜島フェリーのりば
- 72系統：鳥羽 - 鳥羽水族館前 - 中之郷桟橋 - 高丘町 - 本浦 - 石鏡 - （石鏡港） - 国崎口 - 志摩スペイン村：2015年（平成27年）4月撤退

#### 浜島港線
- 71系統：鵜方駅前 - 合歓の郷 - 浜島港 ：2011年4月1日撤退
  - 廃止代替バスであった[5]。末期は1日1往復のみ。営業キロ18.5km、利用者数18人/日[5]。
- 72系統：磯部バスセンター - 浜島港：2006年（平成18年）4月撤退

#### 合歓の郷線
- 71系統：鵜方駅前 - 合歓の郷：2015年（平成27年）4月撤退

#### 磯部的矢線
- 73系統：磯部駅前 - 伊勢志摩ロイヤルホテル前 - 的矢
  - 1995（平成7）年7月21日開通。路線の終点である的矢地区、そこから渡船で接続する渡鹿野地区からの要望が大きかった路線。
  - 開通当日的矢駐車場において、各地区及びロイヤルホテルの代表で組織された実行委員会主催の開通記念式典が行われた[9]。
  - 2009年1月7日撤退。

#### 的矢スペイン線
- 74系統：的矢→伊勢志摩ロイヤルホテル前→志摩スペイン村→鵜方→賢島：※志摩スペイン村休園日運休
- 74系統：志摩スペイン村→伊勢志摩ロイヤルホテル前→的矢：※志摩スペイン村休園日運休

#### 南勢線
- 81系統：磯部バスセンター - 木谷 - 五ヶ所
- 82系統：五ヶ所小学校前 - 五ヶ所 - 中津浜
- 83系統：五ヶ所 - 切原

#### 賢島・鵜方スペイン線
- 88系統：鵜方駅前 - 賢島駅前 - 志摩スペイン村
- 89系統：〔直行〕（賢島駅前 - 志摩スペイン村

#### 志島線
- 92系統：磯部バスセンター - 鵜方 - 国府 - 志島：志島循環線が廃止代替路線

#### 磯部スペイン線
- 98系統：磯部駅前 - 坂崎口 - 志摩スペイン村：2009年（平成21年）1月7日撤退
- 99系統：〔直行〕磯部駅前 - 志摩スペイン村：2009年（平成21年）1月7日撤退

## 車両
観光路線である賢島スペイン線を擁していることから、桑名高速線から転用された高速バスタイプの車両も在籍している。
ナンバープレートは基本的に三重ナンバーだが、2020年5月以降に導入した車両には伊勢志摩ナンバーが付けられている。

## 磯部バスセンター
前述の通り営業所に磯部バスセンターを併設しており、待合室には長椅子が4脚、男女共用の和式トイレ、冷暖房が完備されている。
切符売り場がかつては併設されていたが、現在は営業所内の事務所で扱っている。

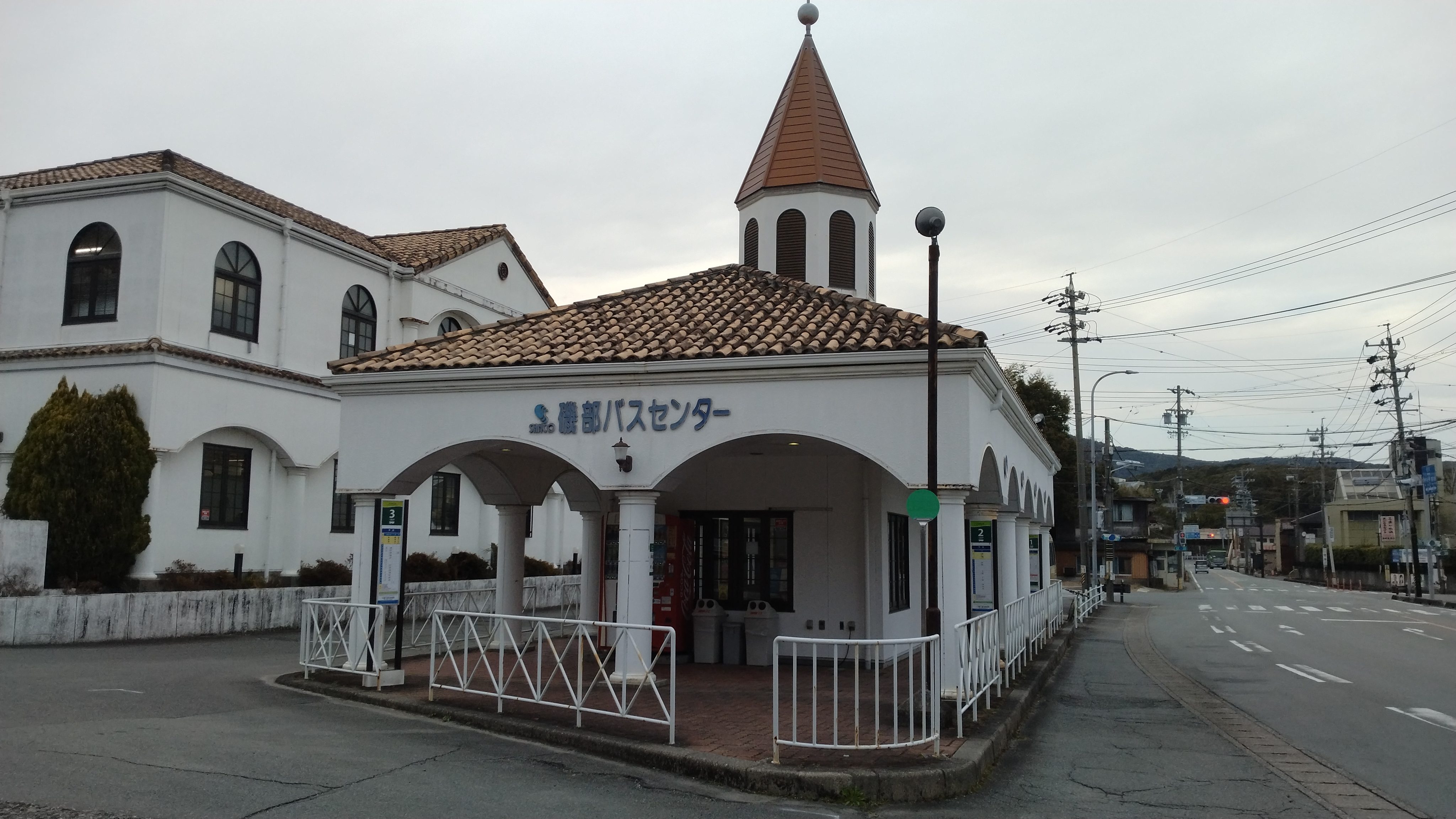
磯部バスセンター外観
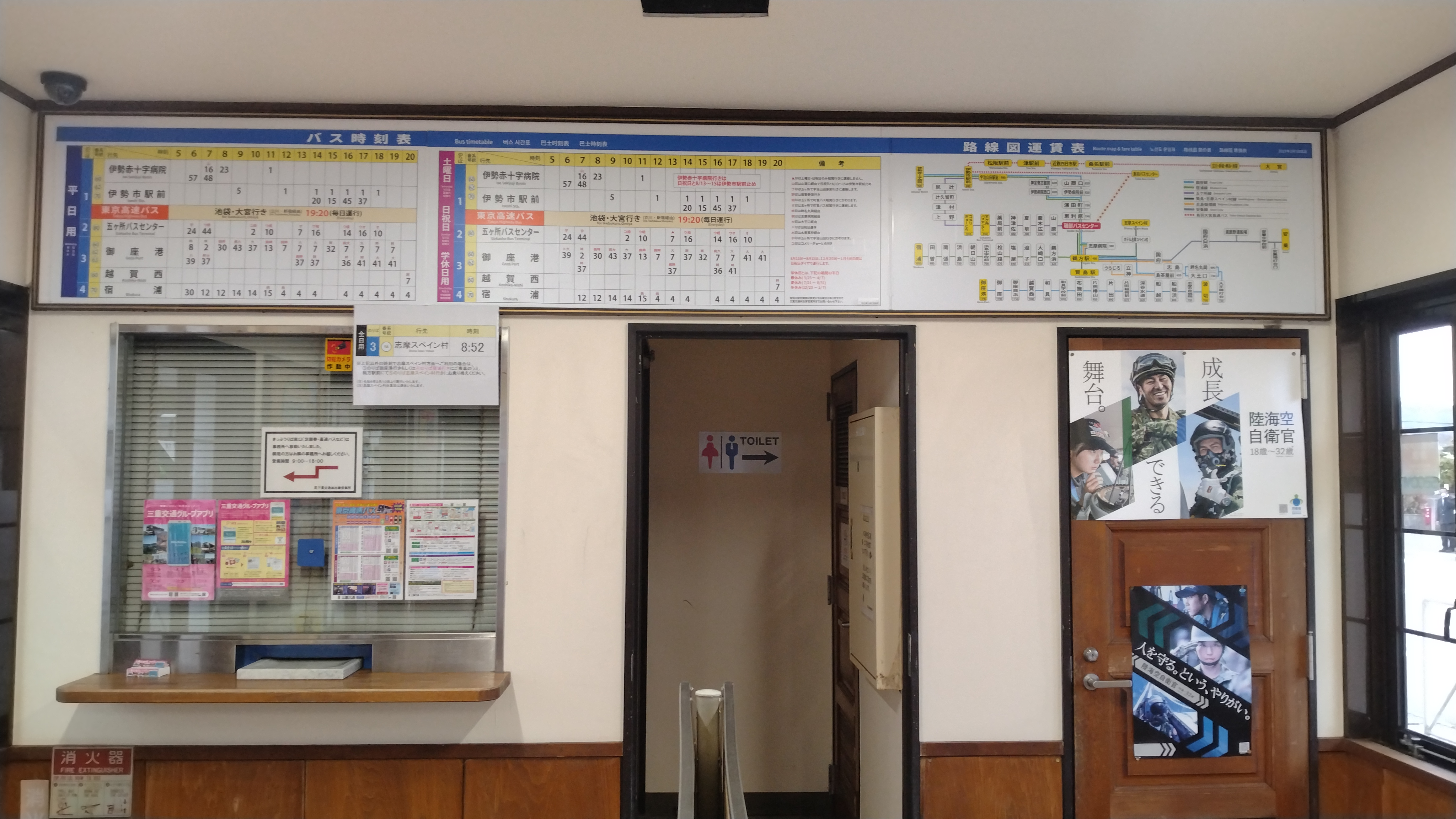
磯部バスセンター待合室にある路線図
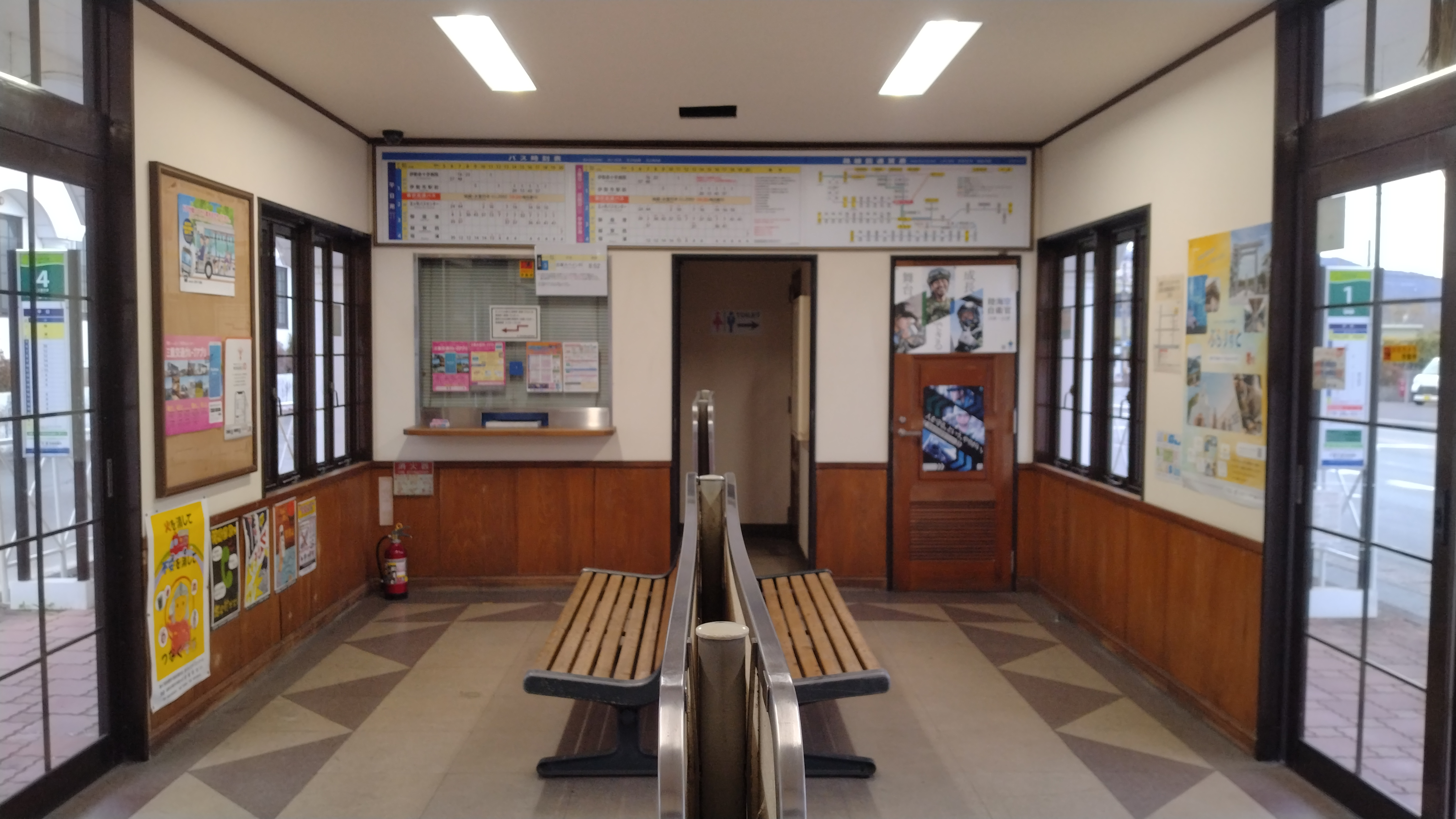
磯部バスセンター待合室北側
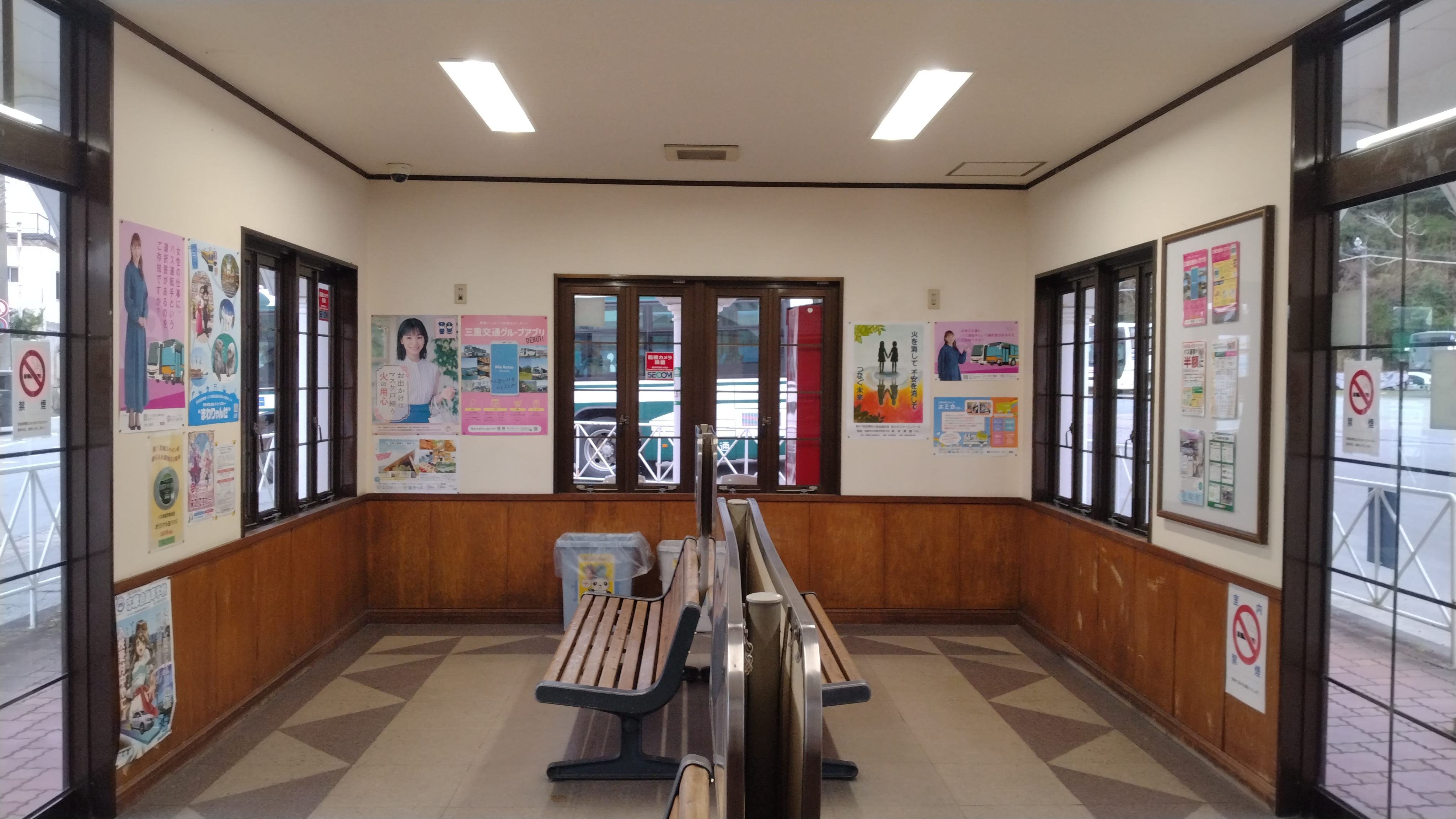
磯部バスセンター待合室南側

乗り入れ路線は以下の通り。
| 乗り場     | 路線               | 系統番号         | 行先               | 主な経由地                                                               | 備考 |
| ---------- | ------------------ | ---------------- | ------------------ | ------------------------------------------------------------------------ | --- |
| 1番        | 御座線             | 60               | 伊勢市駅前         | 宇治山田駅前                                                             | |
| 1番        | 御座線             | 60               | 伊勢赤十字病院     | 宇治山田駅前、伊勢市駅前                                                 | 日祝日とお盆期間は伊勢市駅前止め                                                                                       |
| 1番        | 御座線             | 62               | 伊勢市駅前         | 宇治山田駅前、山商口                                                     | 日祝日とお盆期間のみ 1本/日                                                                                            |
| 1番        | 御座線             | 62               | 伊勢赤十字病院     | 宇治山田駅前、山商口、伊勢市駅前                                         | 日祝日とお盆期間は伊勢市駅前止め 1本/日                                                                                |
| 1番        | 宿浦線             | 70               | 伊勢市駅前         | 宇治山田駅前                                                             | |
| 1番        | 宿浦線             | 70               | 伊勢赤十字病院     | 宇治山田駅前、伊勢市駅前                                                 | 日祝日とお盆期間は伊勢市駅前止め                                                                                       |
| 1番        | 高速鳥羽東京大宮線 |                  | 大宮営業所         | 鳥羽バスセンター、伊勢市駅前、津駅前、バスタ新宿、池袋駅東口、大宮駅西口 | 夜行バス |
| 2番        | 五ヶ所線           | 80               | 五ヶ所バスセンター | 山原、神津佐                                                             | 終点の五ヶ所バスセンターで宇治山田駅前行き、町営バス相賀行きに連絡、もしくはこれらの行先に変更し引き続き運行する便あり |
| 2番        | 五ヶ所線           | 80               | 南勢野添           | 山原、神津佐、五ヶ所バスセンター                                         | 五ヶ所バスセンターで宇治山田駅前行きに連絡 平日のみ1本/日                                                              |
| 2番        | 五ヶ所線           | 80               | コメリ・ぎゅーとら | 山原、神津佐、五ヶ所バスセンター                                         | 五ヶ所バスセンターで町営バス相賀行きに連絡 1本/日                                                                      |
| 3番        | 賢島スペイン線     | 58               | 志摩スペイン村     | 鵜方駅前、ホテル志摩スペイン村                                           | 高速鳥羽東京大宮線の接続を受ける 1本/日                                                                                |
| 3番        | 御座線             | 60               | 越賀西             | 鵜方駅前、畔名丸岡、波切、和具                                           | 1本/日 |
| 3番        | 御座線             | 60               | 御座港             | 志摩病院(一部便のみ)、鵜方駅前、大王口 or 畔名丸岡、波切、和具           | 大王口経由9本/日 うち病院経由2本/日 畔名丸岡経由12本/日 うち病院経由4本/日                                             |
| 3番        | 御座線             | 62               | 御座港             | 鵜方駅前、畔名丸岡、波切、和具                                           | 1本/日 |
| 3番        | 御座線             | 63               | 御座港             | 鵜方駅前、畔名丸岡、波切、水産高校                                       | 平日のみ1本/日 |
| 4番        | 宿浦線             | 70               | 宿浦               | 志摩病院(一部便のみ)、鵜方駅前、浜島                                     | 病院経由2本/日 |
|            | ハッスル号         | うみルート       | 県立志摩病院       | 的矢、三ヶ所、鵜方駅                                                     | 月・水・木曜日のみ予約制で運行                                                                                         |
| 西岡医院   | ハッスル号         | うみルート       |                    | 月・水・木曜日のみ予約制で運行                                           | |
| やまルート | ハッスル号         | 桧山集落センター | 旧役場、築地       | 火・金曜日のみ予約制で運行                                               | |
| やまルート | ハッスル号         | 上五知農家組合前 | 西岡医院、沓掛     | 火・金曜日のみ予約制で運行                                               | |